# Lego Harry Potter: Years 1–4
Lego Harry Potter: Years 1-4 är ett spel i Lego video game-franchisen. Spelets handling täcker de första fyra böckerna i Harry Potter-serien: De vises sten, Hemligheternas kammare, Fången från Azkaban och Den flammande bägaren. utvecklat av Traveller's Tales i samarbete med Warner Bros som släpptes under 2010.